# 亞洲時尚
亞洲時尚控股有限公司，簡稱亞洲時尚控股，以及亞洲時尚（英語：Asia Fashion Holdings Limited，SGX：GH3），1997年由蘇吉河家族、林道欽等人，在福建福清市創立專門在中國內地經營坯布染色和后加工、以及坯布纺织，而前身為「乾豐面料科技有限公司」。
而總部位於福建省福清市，而股份在2008年8月27日於新加坡交易所主板上市。招股價為0.2坡元，發售股份為123,000,000股，集資額為24,600,000坡元。

## 連結
- QianFeng.com.sg